# Men’s League for Women’s Suffrage

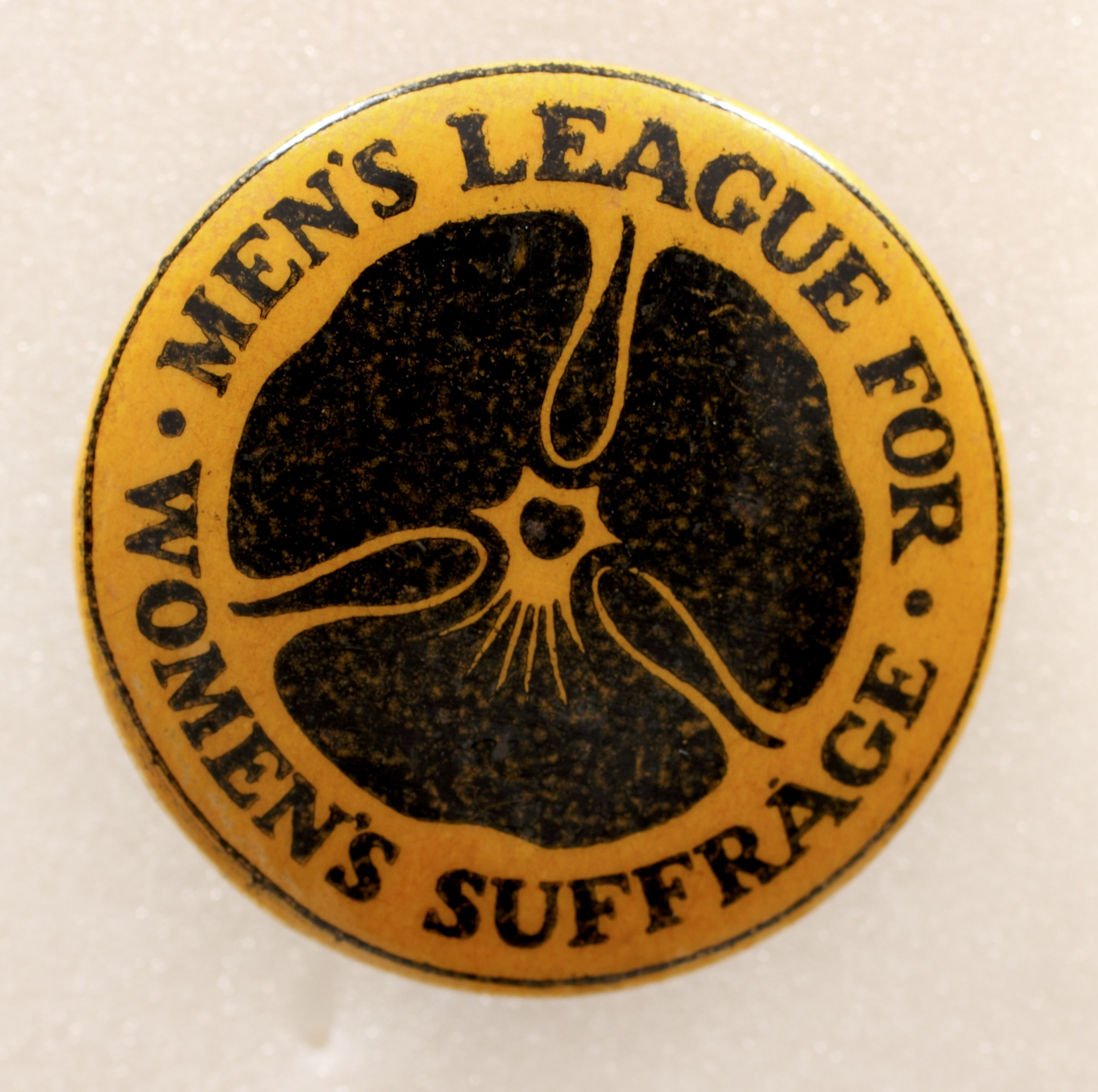
Men's-League-for-Women's-Suffrage-Anstecker

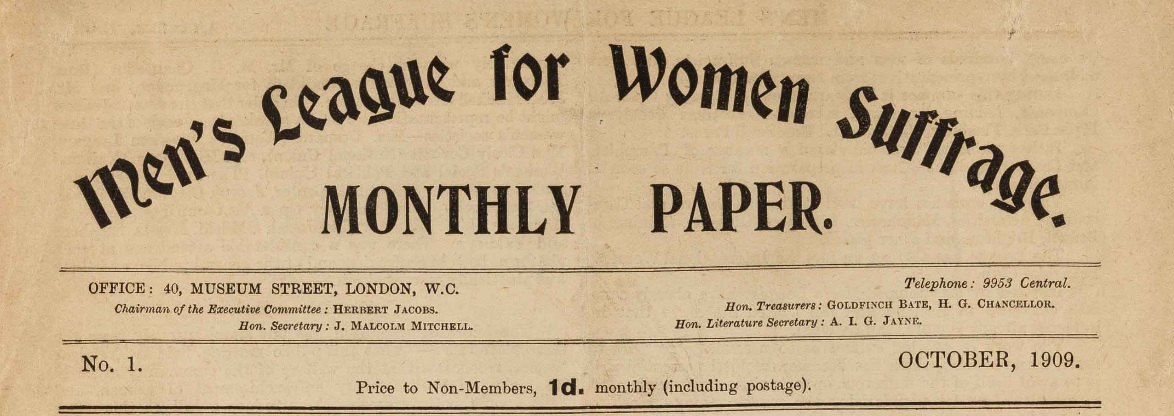
Headline der Men's League for Women's Suffrage Monatzeitschrift

Die Men’s League for Women’s Suffrage war eine 1907 in London gegründete Gesellschaft zur Unterstützung der Bewegung für das Frauenwahlrecht im Vereinigten Königreich, die seit den 1870er Jahren zunehmend gesellschaftliche Akzeptanz fand, aber immer wieder an institutionellen und rechtlichen Hürden scheiterte.

## Geschichte
Die Männerliga für das Frauenwahlrecht wurde 1907 in London von Henry Brailsford, Charles Corbett, Henry Nevinson, Laurence Housman, C. E. M. Joad, Hugh Franklin, Henry Devenish Harben, Gerald Gould, Charles Mansell-Moullin, Israel Zangwill und 32 anderen Männern gegründet. Graham Moffat gründete noch 1907 in Glasgow eine schottische Sektion der Gesellschaft und schrieb ein propagandistisches Theaterstück zum Frauenwahlrecht mit dem Titel The Maid and the Magistrate.
Bertrand Russell kandidierte als Befürworter des Frauenwahlrechts 1907 für den Bezirk Wimbledon.
Henry Brailsford und Lord Lytton erarbeiteten mit Erlaubnis von Millicent Fawcett einen Vorschlag für eine Verständigung mit der Regierung, die die Wahlrechtsbewegung dazu veranlasste, am 14. Februar 1910 ein Aussetzen militanter Aktionen zu erklären.
Im Jahr 1911 ging die Men’s League for Women’s Suffrage erfolgreich wegen eines Angriffs auf ihr Mitglied Alfred Hawkins vor Gericht. Dieser hatte während einer Rede von Winston Churchill einen Zwischenruf gemacht; er wurde ohne Vorwarnung aus dem Saal geworfen und brach sich eine Kniescheibe. Der Richter wertete dies als Körperverletzung und sprach ihm ein Schmerzensgeld von 100 £ plus Erstattung der Behandlungskosten zu.
Im März 1912 traten bei der Gruppe Redner wie George Lansbury, Edith Mansell-Moullin und Victor Duval auf, die ihre Abscheu über die Behandlung von William Ball, einem männlichen Wahlrechtsbefürworter und Hungerstreikenden, zum Ausdruck brachten, der von den Behörden nicht nur zwangsernährt, sondern durch die Haftbedingungen praktisch in den Wahnsinn getrieben und von seiner Familie getrennt worden war. Nevison verfasste für die Liga eine Streitschrift mit dem Untertitel "Official Brutality on the increase".
Mit dem Ausbruch des Ersten Weltkriegs 1914 wurden die Kampagnen der Suffragetten abgebrochen. 1918 wurde im Londoner Parlament der Representation of the People Act verabschiedet, der allen Männern, aber auch allen Frauen, die über 30 Jahre alt waren und einen bestimmten Mindestbesitz hatten, das Wahlrecht gab. 1928 wurde der Representation of the People (Equal Franchise) Act verabschiedet, der allen Frauen über 21 Jahren zu gleichen Bedingungen wie den Männern das Wahlrecht verlieh.

## Sonstiges
Die militante Frauenwahlrechtsgruppe Women’s Social and Political Union von Emmeline Pankhurst hatte 1910 als konkurrierende Organisation die The Men’s Political Union for Women’s Enfranchisement gegründet.